# 8 mai
ianuarie • februarie • martie  • aprilie  • mai  • iunie  • iulie  • august  • septembrie  • octombrie  • noiembrie  • decembrie
8 mai este a 128-a zi a calendarului gregorian și ziua a 129-a în anii bisecți. Mai sunt 237 de zile până la sfârșitul anului.

## Evenimente

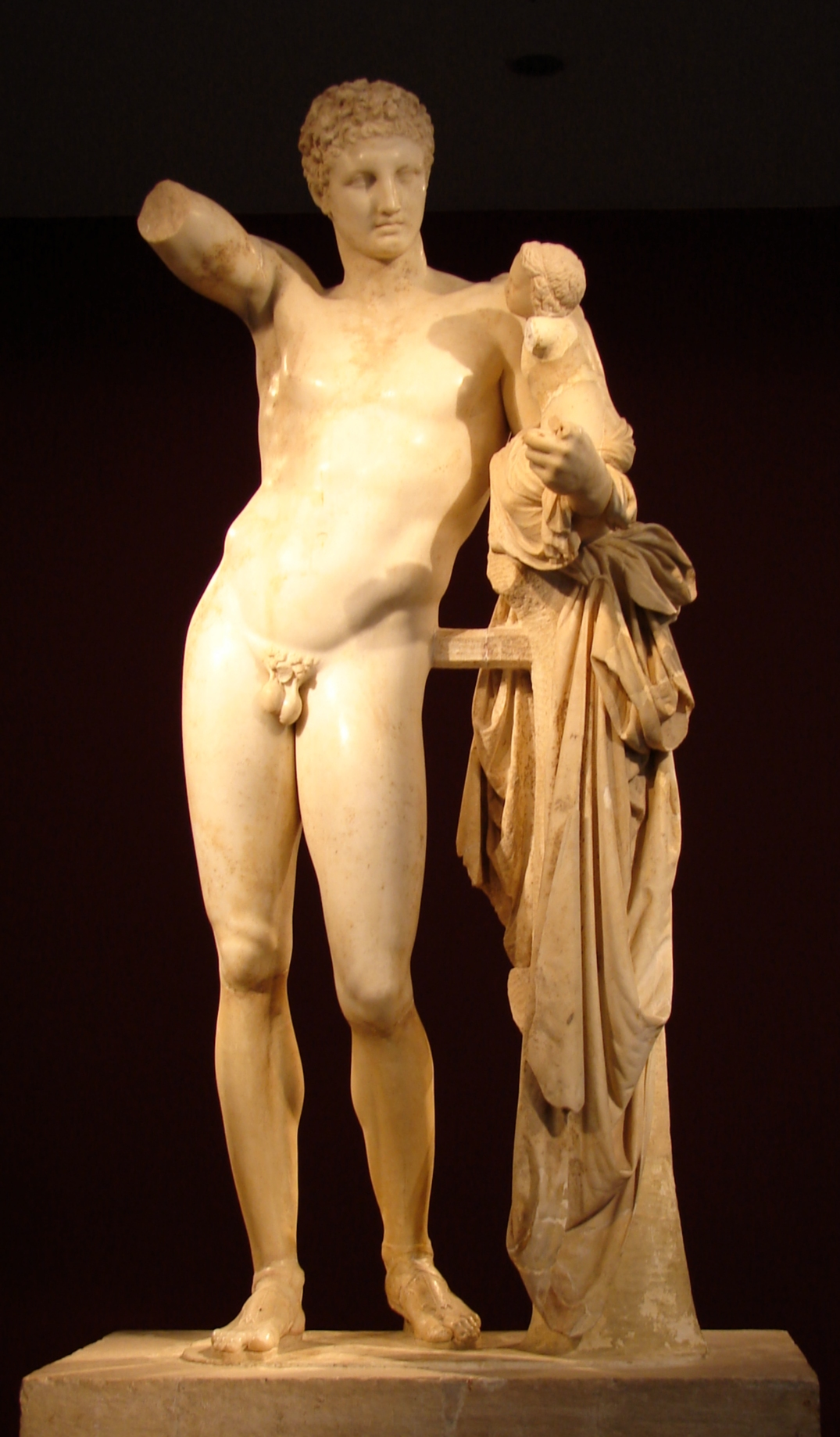
1877: Este descoperită sculptura "Hermes ținându-l pe micul Dionysos" atribuită lui Praxiteles.

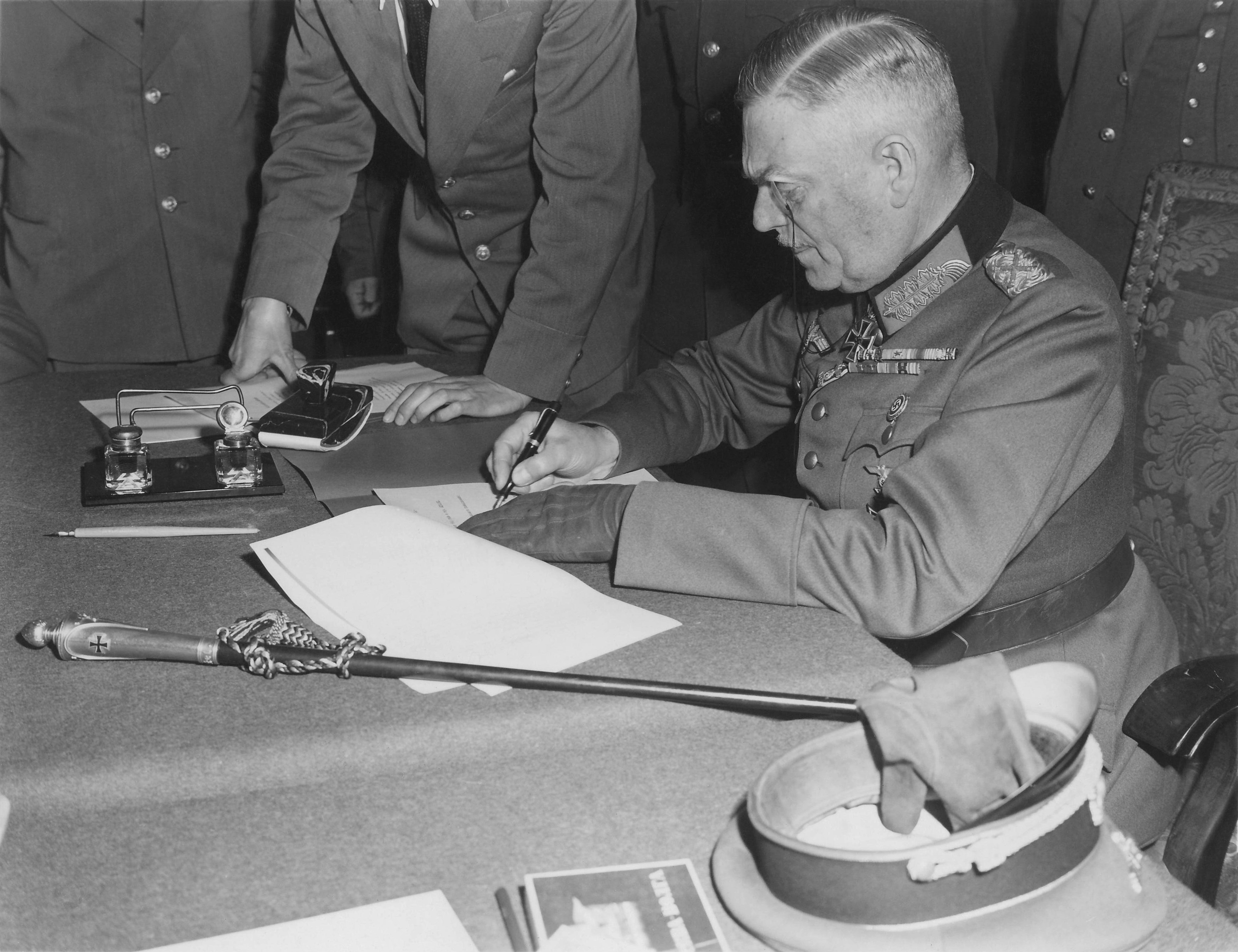
1945: Mareșalul Wilhelm Keitel semnând actul capitulării necondiționate a armtei germane.Ziua Victoriei în Europa

1970: Este lansat ultimul album al trupei britanice The Beatles, Let It Be.

- 1429: După un asediu de șapte luni are loc capturarea Orléans-ului de către trupele franceze conduse de Étienne de Vignolles și Ioana d’Arc. Este un punct de cotitură în Războiul de o sută de ani și deschide calea către încoronare la catedrala din Reims pentru regele Carol al VII-lea.
- 1521: Prin Edictul de la Worms, promulgat de împăratul Carol Quintul, învățătura teologului Martin Luther este condamnată ca eretică.
- 1541: Conchistadorul spaniol Hernando de Soto ajunge la fluviul Mississippi, pe care îl numește Río de Espíritu Santo.
- 1654: Pacea de la Westminster pune capăt Primului război anglo-neerlandez. Țările de Jos trebuie să recunoască legile engleze de navigație, conform cărora mărfurile non-europene pot fi importate în Anglia numai pe nave englezești.
- 1657: Oliver Cromwell, Lord Protector al Angliei din 1653, respinge coroana regală pe care i-o oferă Parlamentul.
- 1788: Regele Ludovic al XVI-lea al Franței încearcă să impună reformele lui Étienne Charles de Loménie de Brienne prin desființarea parlamentelor.
- 1794: Considerat trădător în timpul domniei terorii, chimistul francez Antoine Lavoisier, care era și perceptor de taxe la Ferme générale, este judecat, condamnat și ghilotinat într-o singură zi la Paris.
- 1842: Un tren deraiază și ia foc la Paris, ucigând între 52 și 200 de persoane.
- 1852: Premiera comediei Chirița în provincie, de Vasile Alecsandri.
- 1877: În săpăturile de la Templul lui Hera conduse de germanul Ernst Curtius, s-a descoperit statuia lui "Hermes ținându-l pe micul Dionysos". Lucrarea a fost atribuită sculptorului Praxiteles și a fost construită în jurul anului 340 î.Hr.
- 1885: Trupa de operă a Teatrului Național din București a prezentat primul spectacol în limba română, Linda de Chamonix, de Gaetano Donizetti.
- 1886: Farmacistul John Pemberton vinde în Atlanta, pentru cinci cenți, o sticlă dezvoltată ca un remediu pentru durerile de cap și oboseală, o versiune timpurie a celei care va fi cunoscută sub numele de Coca-Cola.[1]
- 1902: Erupția  vulcanul Pelée de pe insula Martinica din Antile face aproximativ 30.000 de victime. Printre altele, orașul Saint-Pierre este complet distrus în cea mai distructivă erupție vulcanică a secolului XX.
- 1921: A început, la București, Congresul Partidului Socialist din România (8-12 mai), care hotărăște transformarea în Partidul Comunist din România.
- 1945: Al Doilea Război Mondial din Europa se încheie cu ratificarea documentului de capitulare necondiționată a Wehrmachtului (Ziua Victoriei în Europa) Din cauza întârzierii întâlnirii programate pentru după-amiaza târziu în ziua de 8 mai, semnăturile nu vor fi făcute până la ora 23:01 – din cauza diferenței de oră față de Ora Europei Centrale, aceasta corespunde zilei de 9 mai, ora 1:01 a.m. la Moscova.
- 1969: La Festivalul de film de la Cannes are loc premiera filmul regizat de Dennis Hopper, Easy Rider, cu Peter Fonda și Dennis Hopper în rolurile principale. Filmul duce la reacții ambivalente din partea criticii și a publicului.
- 1970: Este lansat ultimul album al trupei britanice The Beatles, Let It Be.
- 1972: A fost inaugurat Muzeul Național de Istorie a României.
- 1980: OMS declară că variola este eradicată la nivel mondial și recomandă încetarea programului de vaccinare.
- 1984: Uniunea Sovietică a anunțat că va boicota Olimpiada de Vară de la Los Angeles, ca replică a boicotării Olimpiadei de Vară de la Moscova.[2] Ulterior, alte 14 țări socialiste s-au alăturat boicotului.
- 2008: Vladimir Putin este confirmat ca al 10-lea prim-ministru al Rusiei, după votul din Duma de Stat.
- 2016: CSM București a câștigat trofeul Ligii Campionilor Europeni la Handbal Feminin, după ce a învins formația maghiară Győri Audi ETO în finala desfășurată la Sala Sporturilor László Papp din Budapesta.
- 2025:  133 de cardinali electori îl aleg pe Robert Francis Prevost ca succesor al papei Francisc, la al patrulea tur de scrutin. El ia numele de Papa Leon al XIV-lea și devine primul papă din America de Nord, primul papă din Statele Unite, primul papă din Peru și primul papă din Ordinul Sfântului Augustin.[3][4]

## Nașteri
- 1326: Ioana I, Contesă de Auvergne (d. 1360)
- 1521: Petrus Canisius, scriitor și teolog iezuit (d. 1597)
- 1587: Victor Amadeus I, Duce de Savoia (d. 1637)
- 1738: Mihail Kamenski, general rus (d. 1809)
- 1753: Miguel Hidalgo y Costilla,  preot și revoluționar mexican (d. 1811)
- 1828: Henry Dunant, elvețian, fondator al „Crucii Roșii", laureat al Premiului Nobel (d. 1910)
- 1850: José Ferraz de Almeida Júnior, pictor brazilian (d. 1899)
- 1884: Harry S. Truman, al 33-lea președinte al Statelor Unite (d. 1972)
- 1885: Charles Dullin, regizor de teatru, actor de teatru și film francez (d. 1949)

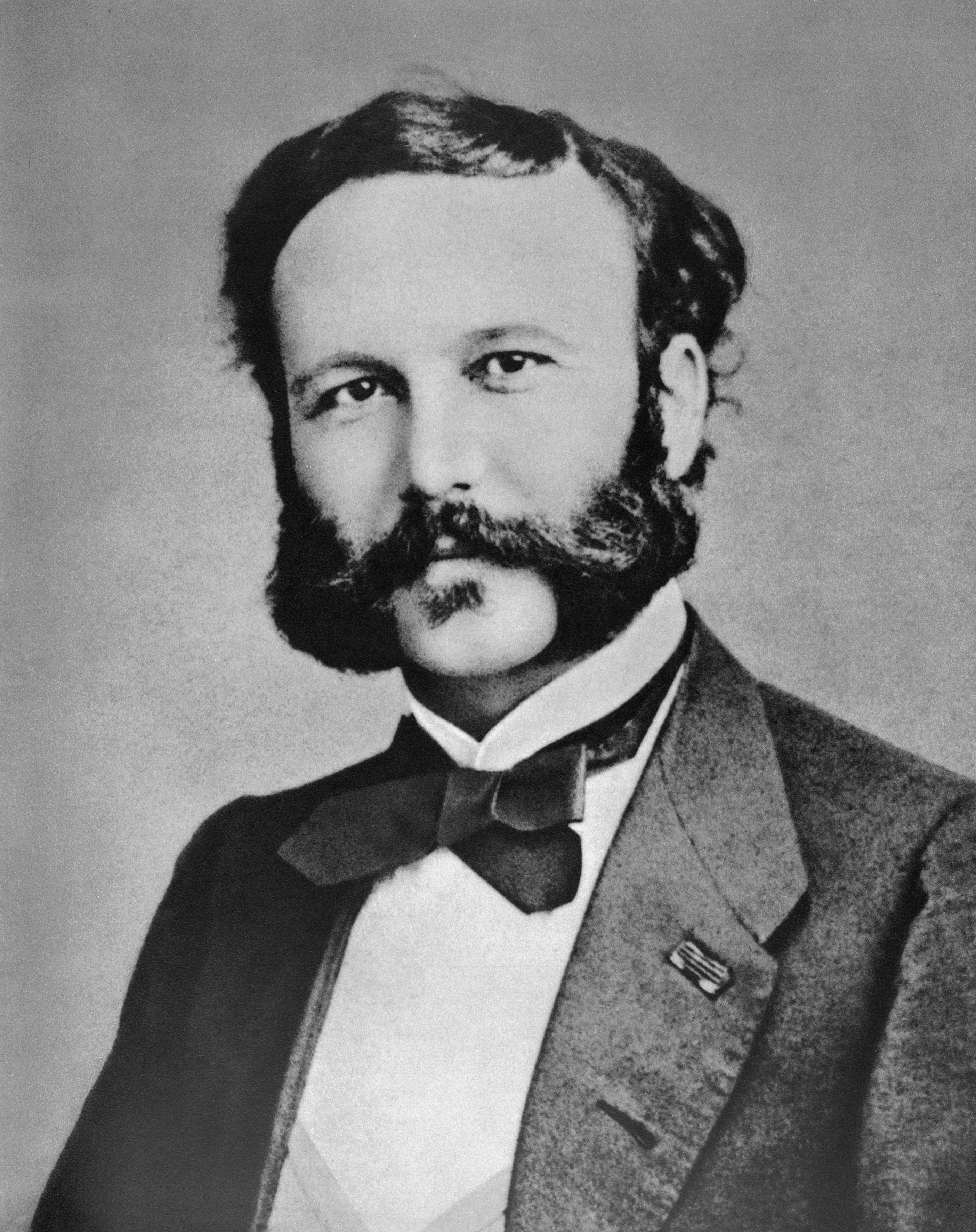
Henry Dunant, elvețian, fondator al „Crucii Roșii", laureat Nobel
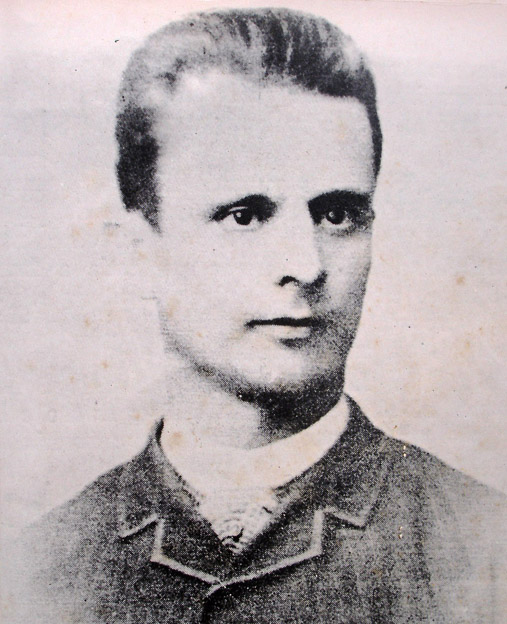
José Ferraz de Almeida Júnior, pictor brazilian
David Attenborough, cercetător naturalist britanic

- 1892: Arnold Hauser, istoric al artei ungaro-britannic (d. 1978)
- 1899: Friedrich Hayek, economist austro-englez, laureat Nobel (d. 1992)
- 1903: Fernandel, actor francez (d. 1971)
- 1906: Roberto Rossellini, regizor italian (d. 1977)
- 1908: Cristian Vasile, cântăreț român din perioada interbelică (d. 1974)
- 1914: Romain Gary, scriitor francez (d. 1980)
- 1916: João Havelange, fost președinte al FIFA
- 1924: Petru Dumitriu, prozator român (d. 2002)
- 1926: David Attenborough, redactor științific și cercetător naturalist britanic
- 1937: Darie Novăceanu, scriitor român (d. 2018)
- 1937: Thomas Pynchon, romancier american
- 1945: Keith Jarrett, muzician american de jazz
- 1956: Ioan Ghișe, politician român
- 1956: Victor Pițurcă, fotbalist și antrenor român
- 1960: Franco Baresi, fotbalist italian
- 1963: Anthony Field, cântăreț, actor, compozitor și producător australian (The Wiggles)
- 1971: Roman Sklyar, politician și economist kazah, prim-viceprim-ministru, prim-ministru interimar al Kazahstanului (februarie 2024)
- 1975: Enrique Iglesias, interpret spaniol de muzică ușoară
- 1977: Cristian Matei, compozitor român
- 1981: Claudiu Pândaru, jurnalist român
- 1986: Adrian Ropotan, fotbalist român
- 2003: Moulay Hassan, Prinț Moștenitor al Marocului

## Decese
- 0535: Papa Ioan al II-lea
- 1319: Haakon al V-lea al Norvegiei (n. 1270)
- 1671: Sébastien Bourdon, pictor francez (n. 1616)
- 1788: Giovanni Antonio Scopoli, medic și naturalist italian (n. 1723)
- 1794: Antoine Lavoisier, chimist francez (n. 1743)
- 1842: Jules Dumont d'Urville, explorator francez (n. 1790)
- 1873: John Stuart Mill, filosof englez (n. 1806)
- 1880: Gustave Flaubert, scriitor francez (n. 1821
- 1903: Paul Gauguin, pictor francez (n. 1848)
- 1904: Eadweard Muybridge, fotograf englezo-american (n. 1830)

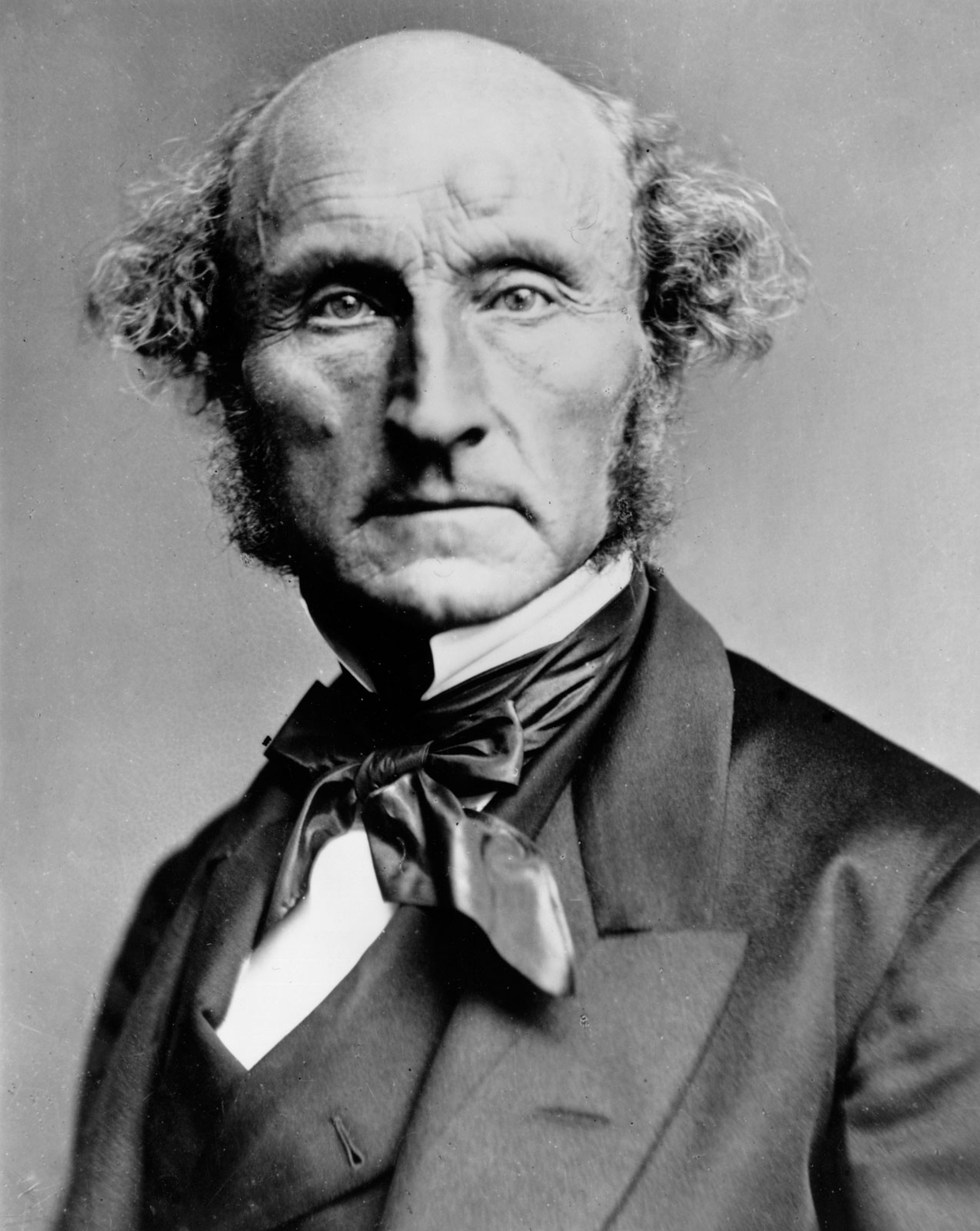
John Stuart Mill, filosof englez
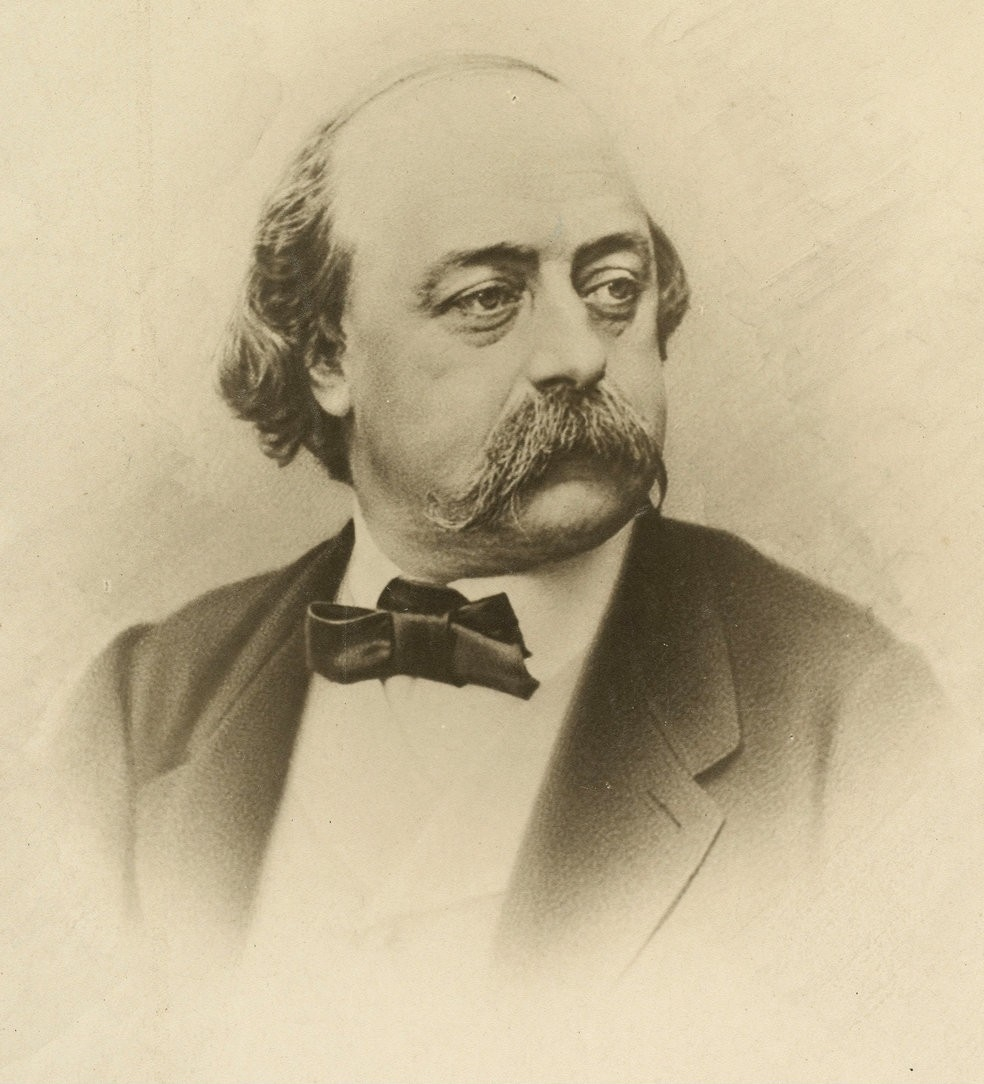
Gustave Flaubert, scriitor francez
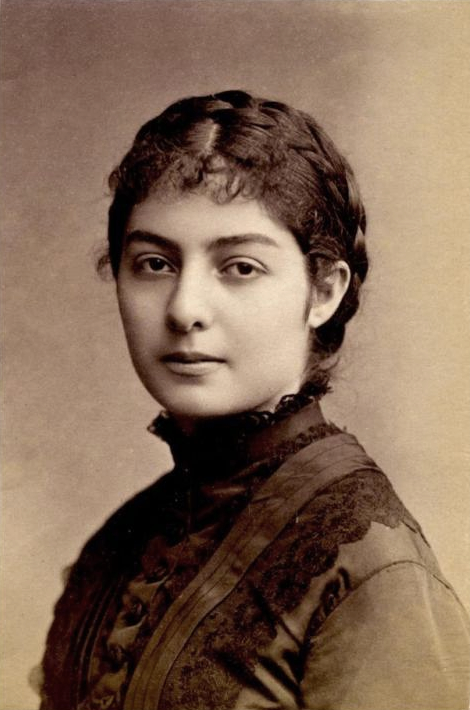
Natalia Obrenović, regină consort a Serbiei

- 1936: Oswald Spengler, istoric german (n. 1880)
- 1941: Natalia Obrenović, regină consort a Serbiei (n. 1859)
- 1977: Ion Cârja, prozator român (n. 1922)
- 1985: Theodore Sturgeon, scriitor american (n. 1918)
- 1988: Robert A. Heinlein, scriitor american (n. 1907)
- 1990: Luigi Nono, compozitor italian (n. 1924)
- 1994: George Peppard, actor american (n. 1928)
- 1996: Serge Ivan Chermayeff, arhitect american (n. 1900)
- 1999: Dirk Bogarde, actor britanic (n. 1921)
- 2005: Jean Carrière, scriitor francez (n. 1928)
- 2007: Victor Moldovan, actor român (n. 1926)
- 2011: George Guțiu, episcop greco-catolic român (n. 1924)
- 2022: Fred Ward, actor american (n. 1942)

## Sărbători
- Ziua Mondială a Crucii Roșii
- Sfântul Apostol și Evanghelist Ioan și cuviosul Arsenie cel Mare, calendarul Bisericii Ortodoxe
- Christian de Chergé, calendarul romano-catolic

1. ↑  Lussier, Robert N. (2008). Management Fundamentals: Concepts, Applications, Skill Development. Mason, Ohio: South-Western/Cengage Learning. p. 113. ISBN 9781111577537.
2. ↑  Burns, John F. (9 mai 1984). „Moscow Will Keep Its Team From Los Angeles Olympics”. The New York Times. 133 (46039).
3. ↑  Burack, Emily (21 aprilie 2025). „When Does the Papal Conclave Begin?”. Town & Country. Accesat în 21 aprilie 2025.
4. ↑  „Conclave to Choose New Pope Will Start May 7, Vatican Says”.